# Michael McDonald (atleta)
Michael L. McDonald (17 marzo 1975) è un ex velocista giamaicano.

## Palmarès

### Olimpiadi
- 2 medaglie:
  - 1 argento (Sydney 2000 nella staffetta 4x400 m)
  - 1 bronzo (Atlanta 1996 nella staffetta 4x400 m)

### Mondiali
- 3 medaglie:
  - 2 argenti (Göteborg 1995 nella staffetta 4x400 m; Siviglia 1999 nella staffetta 4x400 m)
  - 1 bronzo (Atene 1997 nella staffetta 4x400 m)

### Giochi panamericani
- 2 medaglie:
  - 1 oro (Winnipeg 1999 nella staffetta 4x400 m)
  - 1 argento (Mar del Plata 1995 nella staffetta 4x400 m)

### Giochi del Commonwealth
- 1 medaglia:
  - 1 oro (Kuala Lumpur 1998 nella staffetta 4x400 m)

### Giochi centro-americani e caraibici
- 1 medaglia:
  - 1 argento (San Salvador 2002 nella staffetta 4x400 m)

### Campionati centro-americani e caraibici
- 1 medaglia:
  - 1 oro (Bridgetown 1999 nei 400 m piani)

### Mondiali Under 20
- 2 medaglie:
  - 1 oro (Lisbona 1994 nei 400 m piani)
  - 1 argento (Lisbona 1994 nella staffetta 4x400 m)